# Eriochilus dilatatus
Eriochilus dilatatus är en orkidéart som beskrevs av John Lindley. Eriochilus dilatatus ingår i släktet Eriochilus och familjen orkidéer.

## Underarter
Arten delas in i följande underarter:
- E. d. brevifolius
- E. d. dilatatus
- E. d. magnus
- E. d. multiflorus
- E. d. orientalis
- E. d. undulatus